# Kraft Hockeyville
Kraft Hockeyville est une émission de téléréalité canadienne développée par CBC Sports et sponsorisée par Kraft Foods réunissant cinq villes canadiennes dont la ville gagnante remportera  :
- 250 000 $ dans la rénovation de l'aréna de la ville
- Un match pré-saison de la Ligue nationale de hockey
- Une émission spéciale diffusée par le canal télévisé CBC.